# Церковь Архангела Гавриила (Кирилло-Белозерский монастырь)
Церковь Архангела Гавриила — православный храм в городе Кириллове Вологодской области, одна из двух церквей Кирилло-Белозерского монастыря построенных на вклад Великого князя московского Василия III (второй была церковь Иоанна Предтечи). Строились обе церкви одновременно и, скорей всего, одной ростовской артелью.

## Описание

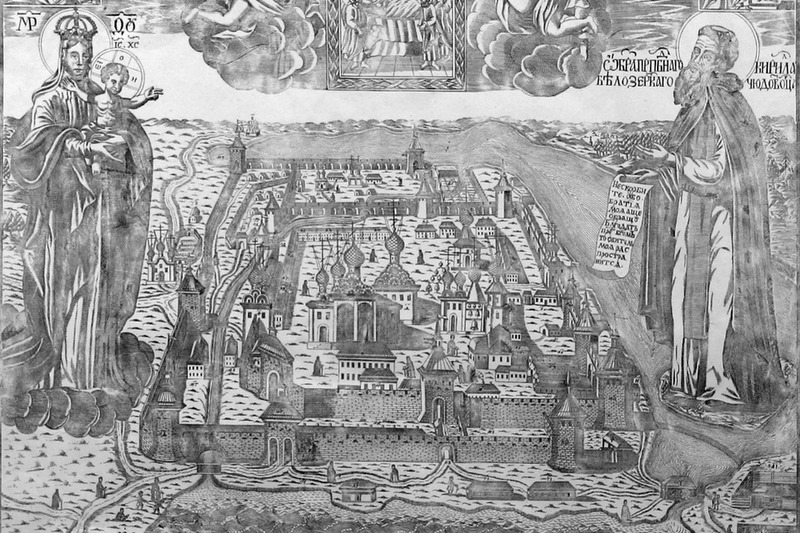
На гравюре 1742 года видна церковь с 2 главами

Церковь построена на вклад по случаю рождения Ивана IV. Имела 2 главы, вторая над южным углом. В здании храма видны мотивы ордерной архитектуры, принесённой на Русь итальянцами. Столбы сделаны круглыми и высокими для освобождения внутреннего пространства. Подпружные арки пониженные (ниже уровня сводов), а не повышенные как у Успенского собора, что выделило конструктивную схему свода. Западная часть храма перекрыта крестовым сводом, что тоже можно отнести к влиянию иностранцев. Оба этих отличия имеются и в церкви Иоанна Предтечи. Столбы заканчиваются капителями, под пятами арок устроены профилированные импосты, что придаёт зданию строгость. Хотя сейчас в церкви нет иконостаса, интерьер её производит большое впечатление.

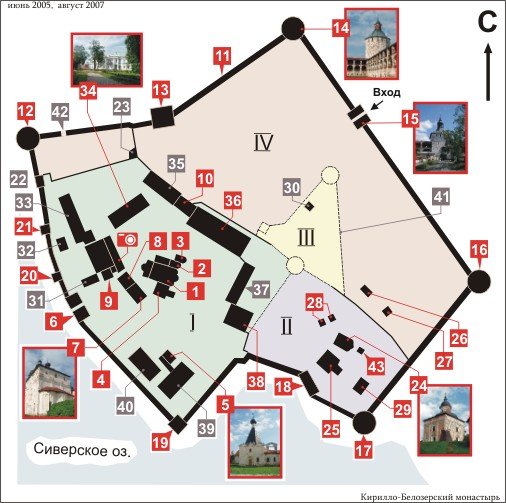
Церковь Архангела Гавриила отмечена числом 7

Новшеством так же можно считать трёхчастный карниз. Ярко выделяется и профилированный цоколь вокруг всего храма. Из обычных в ту эпоху трёх порталов сохранился только северный, выходящий на паперть Успенского собора. Он имеет ярко выраженное перспективное устройство с килевидным окончанием, характерным для декора Кирилло-Белозерского монастыря. Очень оригинально был сделан верх здания. Над карнизом был устроен ярус звонницы, который в свою очередь венчала корона кокошников. Однако в 1638 году ярус звона превратили в ризницу. Позднее при переделке крыши убрали кокошники и оба барабана. Потом заложили южный портал, превратив его в окно. Западный был заложен при строительстве колокольни монастыря.

## Реставрация
Профессиональные реставрационные работы начались только во второй половине XX века. Сергей Подъяпольский после исследования памятника создал его графическую реконструкцию. В 1960-е и 1970-е проводились работы по консервации церкви и небольшой, фрагментарной реставрации. Были установлены дополнительные железные связи в пролётах арок подкупольных столпов, снятие грунта вокруг церкви (в ходе которого была обнаружена могильная мостовая). Немного подняли потолок.

## Галерея

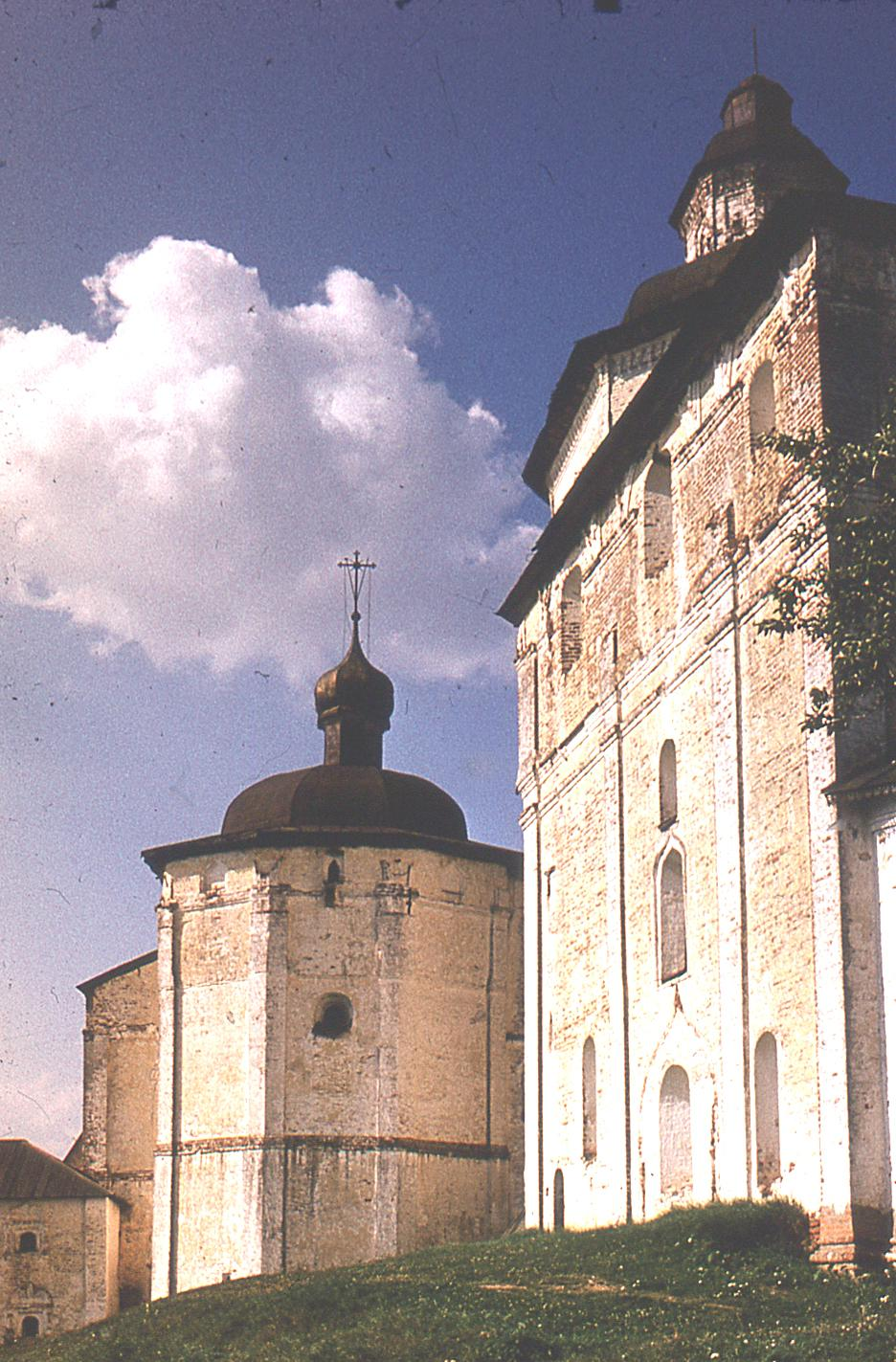
Западный фасад в 1978 году
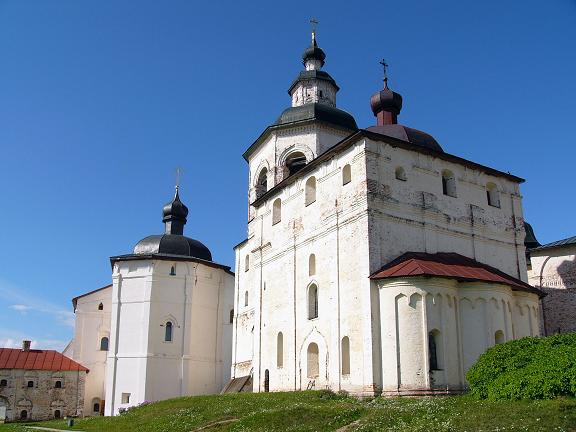
Вид с юга
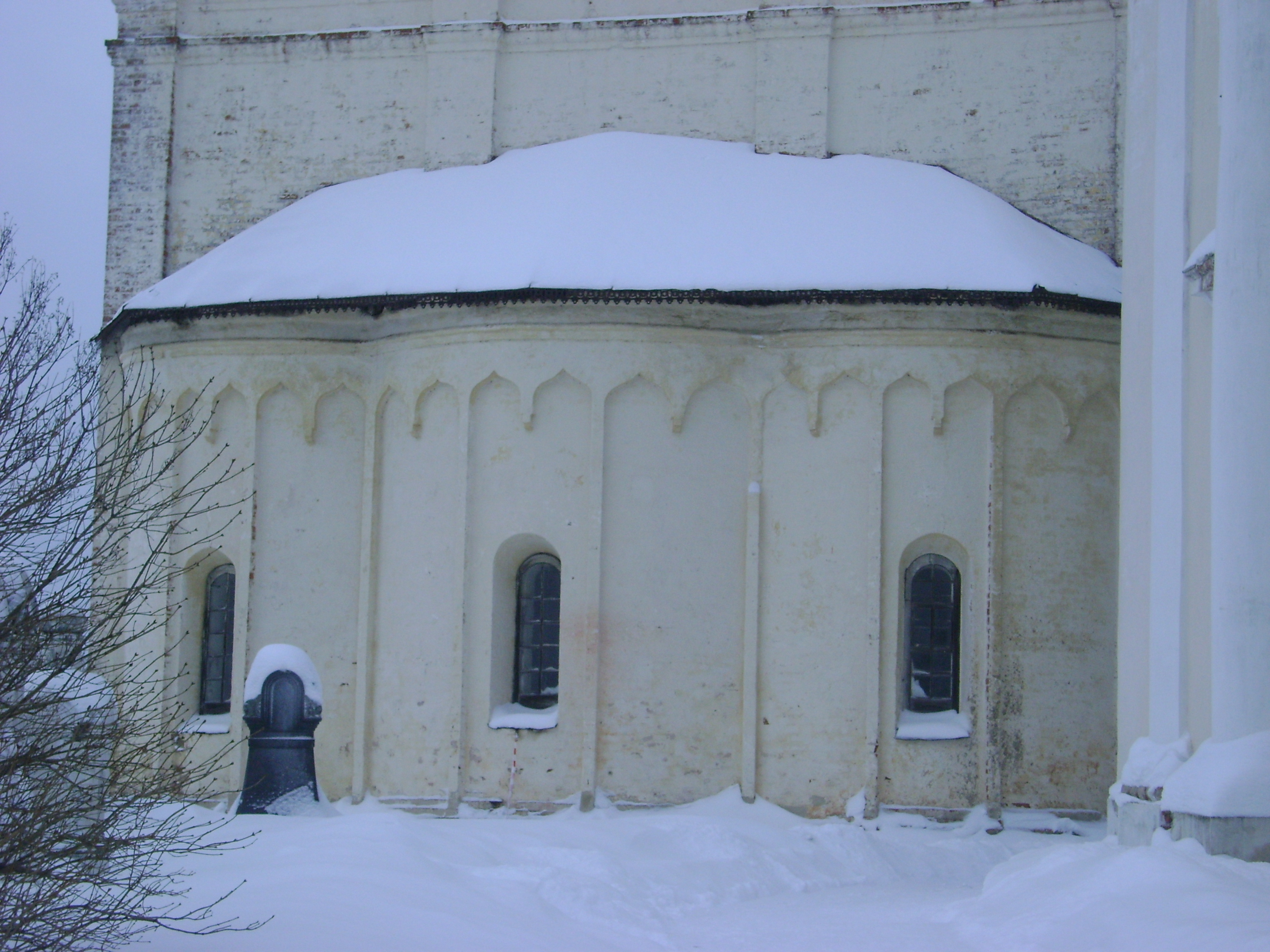
Апсиды зимой
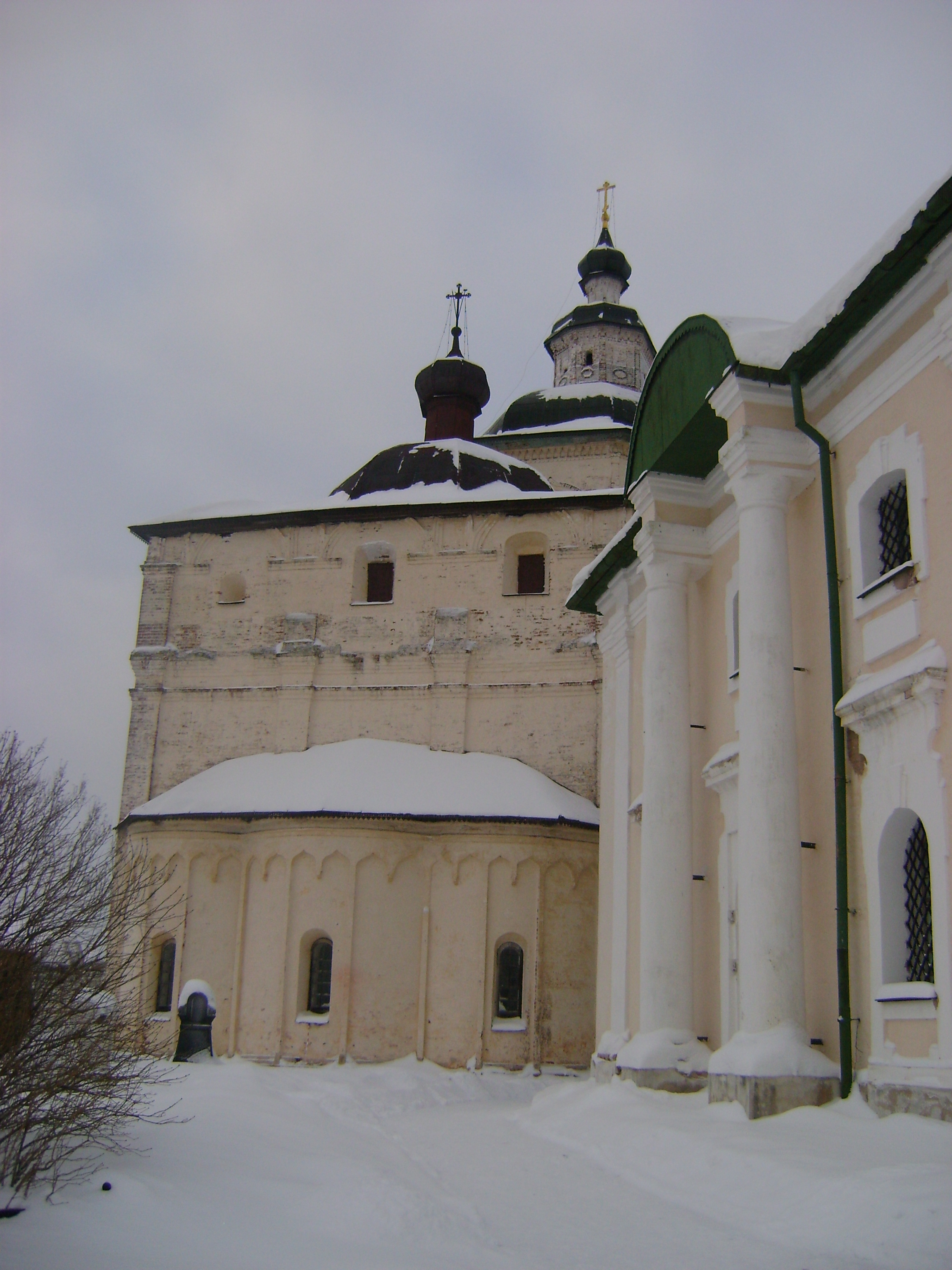
Южный фасад
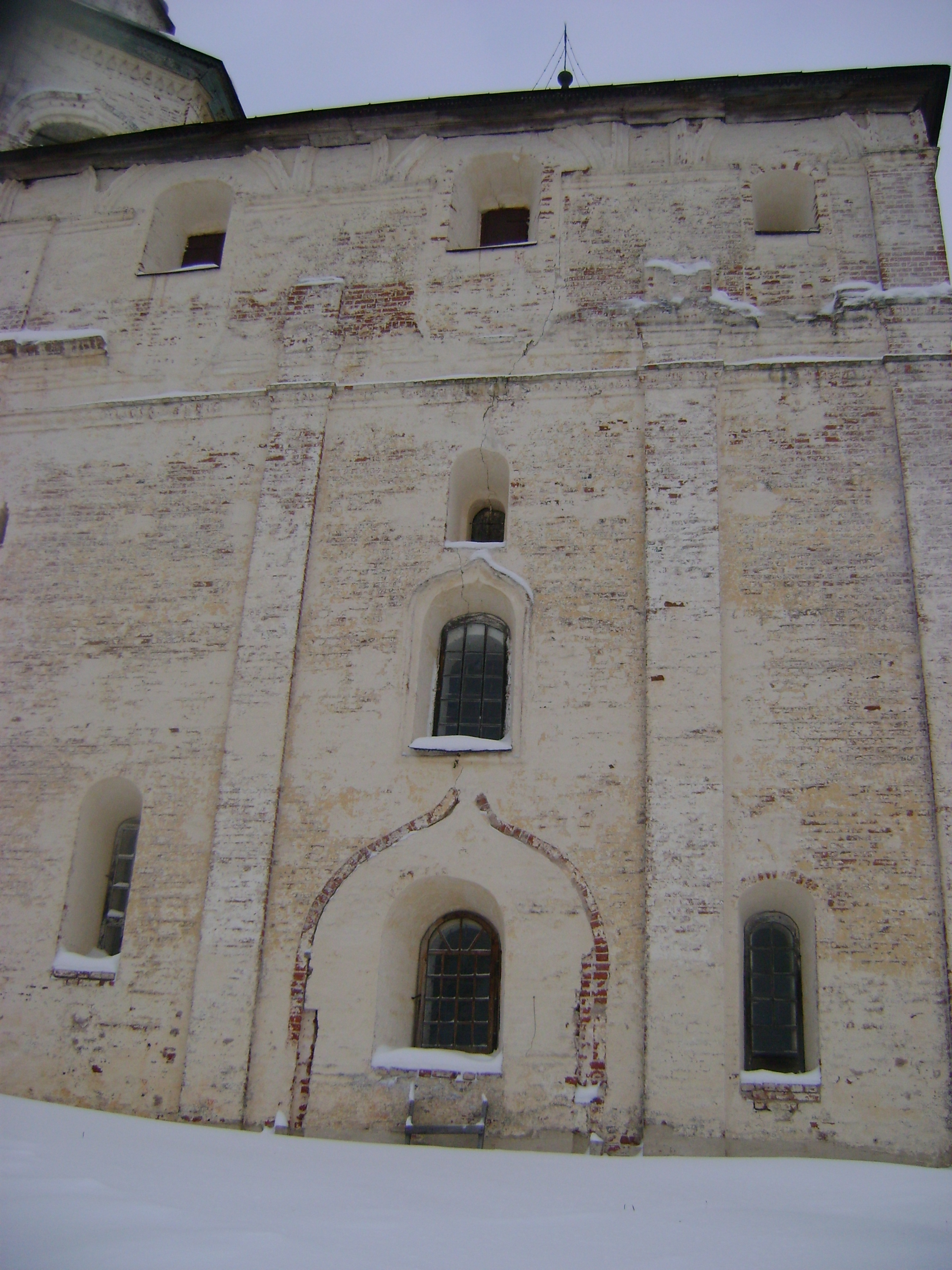
Западный фасад
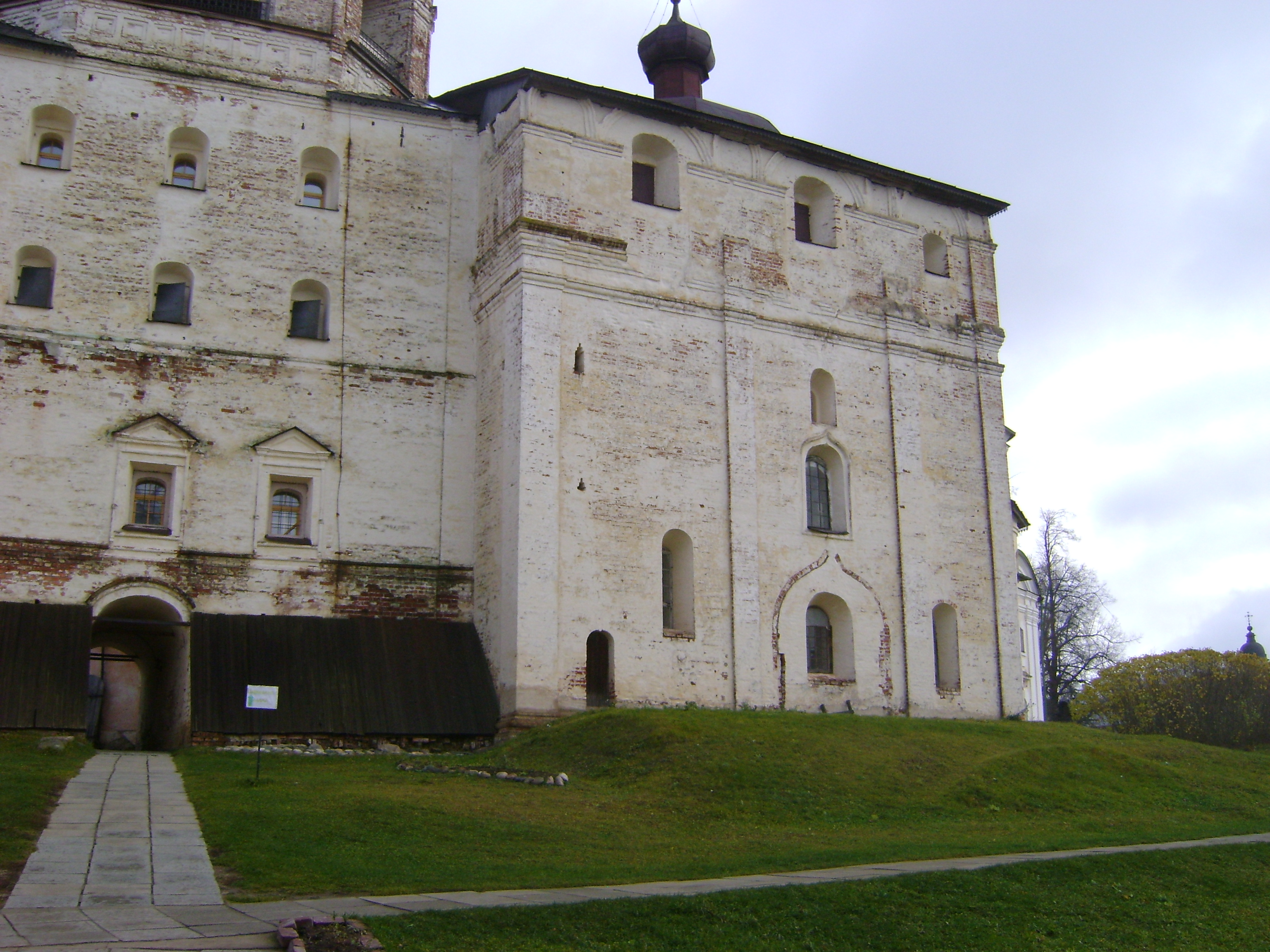
Сопряжение с колокольней с запада
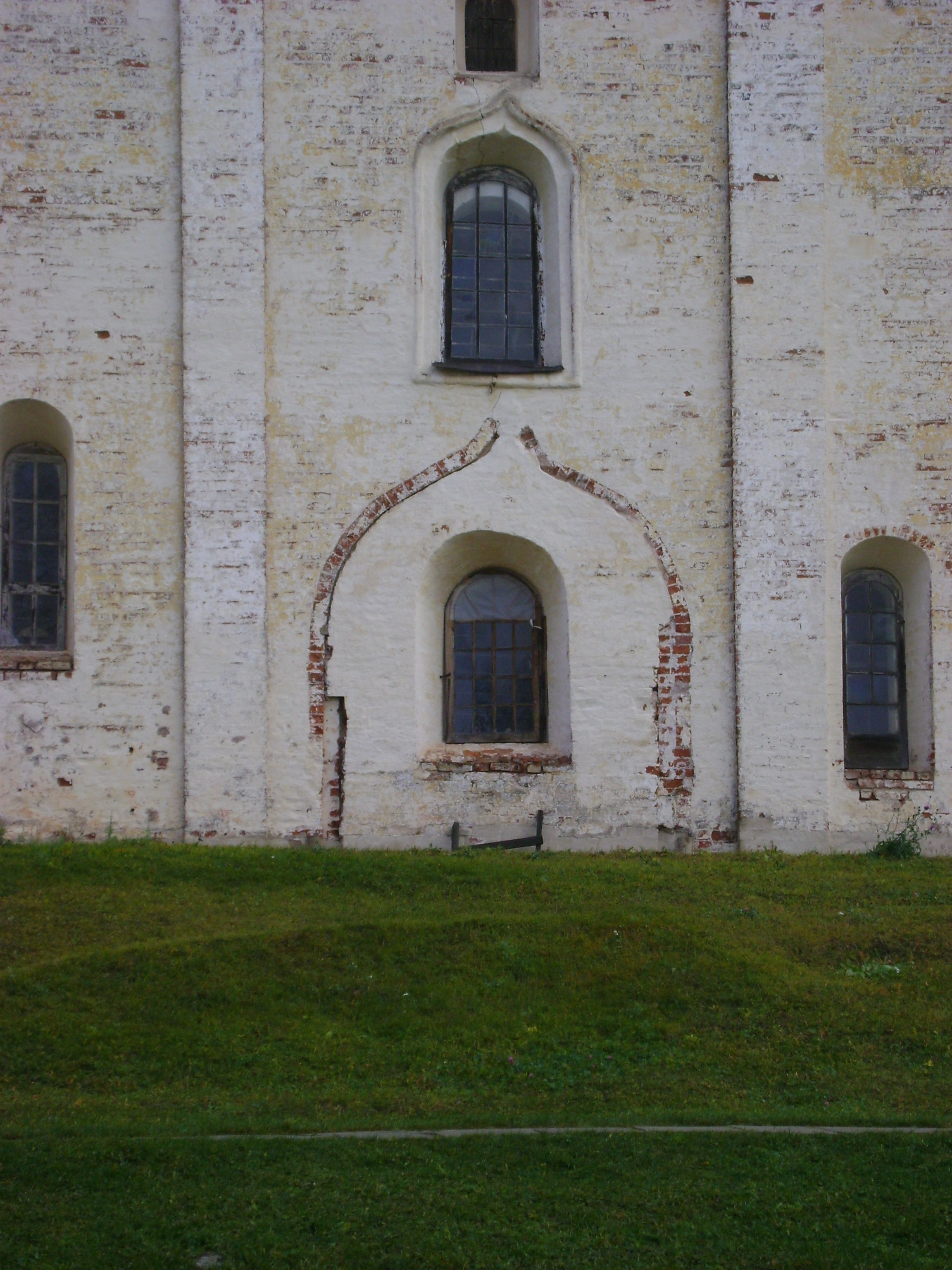
Западный фасад, раскрытый портал